# Santa Lucía en los Juegos Olímpicos de Tokio 2020
Santa Lucía estuvo representada en los Juegos Olímpicos de Tokio 2020 por cinco deportistas, tres mujeres y dos hombres, que compitieron en tres deportes.
Los portadores de la bandera en la ceremonia de apertura fueron el nadador Jean-Luc Zephir y la atleta Levern Spencer. El equipo olímpico santalucense no obtuvo ninguna medalla en estos Juegos.